# West Wood (Utah)
West Wood es un lugar designado por el censo situado en el condado de Carbon, Utah  (Estados Unidos). Según el censo de 2010 tenía una población de 844 habitantes.

## Demografía
Según el censo de 2010, West Wood tenía una población en la que el 96,7% eran blancos, 0,0% afroamericanos, 0,4% amerindios, 0,2% asiáticos, 0,5% isleños del Pacífico, el 1,1% de otras razas, y el 1,2% pertenecían a dos o más razas. Del total de la población el 6,3% eran hispanos o latinos de cualquier raza.